# Petru Ier cel Tânăr
Petru Ier cel Tânăr (le Jeune) (né vers 1546/1547 et mort le 19 août 1569 à Konya) est prince de Valachie de 1559 à 1568.

## Biographie
Petru est le fils de Mircea V Ciobanul et de Chiajna Musati. Il devient prince à l'âge de 12 ans, après la mort de son père le 26 septembre 1559, mais sa mère exerce en fait le pouvoir. Il doit faire face avec l'aide des ottomans à l'opposition armée de boyards ennemis de son père. Ceux-ci une fois vaincus sont sous promesse d'amnistie attirés à Bucarest et exécutés sur ordre de sa mère.
Petru Ier cel Tânăr, accepte une forte augmentation de son tribut annuel à la Sublime Porte et se rend à Constantinople avec une suite imposante pour rendre son hommage au Sultan et verser des bakchich
au Grand Vizir et aux autres fonctionnaires ottomans.
Malgré sa soumission à la Sublime Porte le Grand Vizir Mehmed pacha Sokolović et d'Andronic Cantacuzino dit Satanoglou qui sont des ennemis de Chiajna Musati obtiennent qu'il soit déposé le 7 mai 1568. Il est exilé en Syrie avec sa mère et sa dernière sœur non mariée. Cette dernière sera donnée  par leur mère dans une ultime tentative pour retrouver son crédit au harem du sultan Murad III où elle meurt le 16 janvier 1595. Petru cel Tânăr décède à l'âge de 23 ans à Konya en Anatolie le 19 août 1569.

## Union et postérité
Il avait épousé le 22 août 1563 Jelena Crepovic, fille de Nikola, dont il a une fille :
- Tudorita, née en 1566.